# Walter Copland Perry
Walter Copland Perry (Norwich, 24 luglio 1814 – Londra, 28 dicembre 1911) è stato uno storico e avvocato britannico.

## Biografia
Perry era l'unico figlio di Isaac Perry, di Liverpool. Durante gli anni '30 del 1800, era uno studente di dottorato presso l'Università di Göttingen. E più tardi uno studente del Middle Temple, che si è immatricolato il 12 gennaio 1847, Perry fu chiamato al bar il 31 gennaio 1851. Per poi lavorare come tutor a Bonn.

## Opere
Perry pubblicò Istruzione universitaria tedesca (1845), I Franchi, dalla loro prima apparizione nella storia alla morte del re Pipino (1857), Le donne di Omero, Sancta Paula; un romanzo del IV secolo, d.C. (1902) e Sicilia, tra favola, storia, arte e canto (1908).